# 第30回日劇學院賞
←第29回 - 第30回 - 第31回→
第30回日劇學院賞，針對2001年7月到9月在日本播出的連續劇做出投票與評比。

## 得獎名單

### 最優秀作品賞
1. 急症群英2
2. 水姑娘
3. 奉子成婚

- 讀者票：1.急症群英；2.水姑娘；3.NEVER LAND
- 記者票：1.急症群英；2.最熱的夏天；3.水姑娘
- 評審票：1.急症群英；2.水姑娘；3.鬥陣美眉

### 主演男優賞
1. 江口洋介（急症群英2）
2. 真田廣之（非婚家族）
3. 岸谷五朗（最熱的夏天）

- 讀者票：1.江口洋介（急症群英）；2.竹野內豐（奉子成婚）；3.渡部篤郎（好想好想談戀愛）
- 記者票：1.江口洋介（急症群英）；2.真田廣之（非婚家族）；3.竹野內豐（奉子成婚）
- 評審票：1.江口洋介（急症群英）；2.真田廣之（非婚家族）；3.岸谷五朗（最熱的夏天）

### 主演女優賞
1. 國仲涼子（水姑娘）
2. 深田恭子（鬥陣美眉）
3. 松雪泰子（急症群英2）

- 讀者票：1.國仲涼子（水姑娘）；2.深田恭子（鬥陣美眉）；3.淺野溫子（醫家姊妹）
- 記者票：1.國仲涼子（水姑娘）；2.松雪泰子（急症群英）；3.水野美紀（好想好想談戀愛）
- 評審票：1.深田恭子（鬥陣美眉）；2.國仲涼子（水姑娘）；3.鈴木京香（非婚家族）

### 助演男優賞
1. 阿部寬（奉子成婚）
2. 山田孝之（水姑娘）
3. 田中邦衛（最熱的夏天）

- 讀者票：1.山田孝之（水姑娘）；2.伊藤英明（急症群英）；3.藤井隆（美麗7人行）
- 記者票：1.阿部寬（奉子成婚）；2.田中邦衛（最熱的夏天）；3.山田孝之（水姑娘）
- 評審票：1.及川光博（好想好想談戀愛）；2.小日向文世（急症群英）；3.阿部寬（奉子成婚）

### 助演女優賞
1. 平良富（水姑娘）
2. 尹孫河（鬥陣美眉）
3. 米倉涼子（非婚家族）

- 讀者票：1.後藤真希（美麗7人行）；2.平良富（水姑娘）；3.鈴木杏（金田一少年事件簿）
- 記者票：1.米倉涼子（非婚家族）；2.須藤理彩（急症群英）；3.平良富（水姑娘）
- 評審票：1.平良富（水姑娘）；2.尹孫河（鬥陣美眉）；3.菅野美穗（水姑娘）

### 其他
- 主題歌賞：嵐：時代（金田一少年事件簿）
- 新人俳優賞：猩爺（水姑娘）
- 最佳服裝賞：深田恭子（鬥陣美眉）
- 腳本賞：岡田惠和（水姑娘）
- 監督賞：田島大輔、水田成英、樋口徹（急症群英2）
- 劇中音樂賞：佐橋俊彦（急症群英2）
- 卡司賞：急症群英2
- 片頭片尾賞：光野道夫（非婚家族）
- 電視週刊特別賞：沖繩山苦瓜人 塑膠模型玩具（水姑娘）